# NGC 7676
NGC 7676 ist eine Elliptische Galaxie vom Hubble-Typ E/S0 im Sternbild Tukan am Südsternhimmel. Sie ist schätzungsweise 146 Millionen Lichtjahre von der Milchstraße entfernt und hat einen Durchmesser von etwa 75.000 Lichtjahren.
Das Objekt wurde am 28. Oktober 1834 vom britischen Astronomen John Herschel entdeckt.